# Болшево (станция)
Бо́лшево — узловая железнодорожная станция хордовой линии Мытищи — Фрязево Ярославского направления Московской железной дороги. Расположена в городе Королёве Московской области. Входит в Московско-Курский центр организации работы железнодорожных станций ДЦС-1 Московской дирекции управления движением. По основному характеру работы является промежуточной, по объёму работы отнесена к 3 классу.
Станция является узловой: от главного двухпутного хода хордовой линии Мытищи — Фрязево (Монинская ветка) отходит тупиковое однопутное ответвление на Фрязино (Фрязинская ветка).
Время движения от Ярославского вокзала около 45 минут для простых поездов и около 28 минут для экспрессов, от станции Фрязево — около 1 часа 15 минут, от платформы Фрязино-Пасс. — 32-35 минут.

## История
Именована по названию села Болшево. Село, выросшее вокруг церкви Косьмы и Дамиана, известно с XVI века. До XVII в. село принадлежало боярину Шереметову, позже — роду князей Одоевских. По одним данным, название села происходит от фамилии Большев, по другим данным — от «большой».
В советское время село стало посёлком дачного типа, в 1963 году посёлок вошёл в черту города Калининграда (Королёв).

### «Спутник»
5 сентября 2008 года состоялся торжественный пуск первого скоростного электропоезда «Спутник» до станции Болшево. «Спутники» будут делать остановку лишь на двух станциях Мытищи и Лосиноостровская. Интервалы движения по рабочим дням 30 минут, по выходным 1 час. Стоимость разового билета от станции Болшево до станции Москва-Ярославская на октябрь 2010 составляет 99 рублей, абонемента на месяц — 3600 рублей.

## Транспорт
Автобусные маршруты:
- 1 (ул. Силикатная — ст. Болшево — ст. Подлипки — ул. Силикатная)[2]
- 2 ул. Силикатная — ст. Подлипки — ст. Болшево — ул. Силикатная)[3]
- 6 (ст. Болшево — ул. Мичурина — Оболдино)[4]
- 7 (ст. Болшево — ул. Мичурина — Торфопредприятие)[5]
- 9 (Гастроном — ст. Болшево — ЦНИИМАШ[6]
- 12 (ст. Подлипки — м/р Текстильщик — Лесная школа — ст. Болшево)[7]
- 14 (ст. Болшево — Красная Новь)[8]
- 15 (ст. Подлипки — Городок 3 — ст. Болшево — Гипермаркет Глобус)[9]
- 26 (ст. Болшево — Невзорово)[10] (сезонный маршрут)
- 28 (ул. Силикатная — ст. Болшево — ст. Подлипки — ст. Мытищи)
- 31 (Лесные Поляны — ст. Болшево — ст. Подлипки)[11] (часть рейсов следует маршрутом ст. Болшево — Лесные Поляны)
- 48 (ст. Болшево — ул. Горького — пл. Загорянская)[12]
- 392 (ул. Силикатная — ст. Болшево — ст. Подлипки — Москва  ВДНХ)[13]
- 499 (ст. Болшево — Городок № 3 — Москва  ВДНХ)

Микроавтобусы:
- 4 (ул. Силикатная — ст. Болшево — ст. Подлипки — Рынок на Яузе)[14]
- 7 (ст. Болшево — ул. Мичурина)[5]
- 8 (ул. Гражданская (пл. Валентиновка) — ст. Болшево — ст. Подлипки)
- 11 (ст. Болшево — дом отдыха "Болшево)
- 13 (ст. Подлипки — мкр. Юбилейный (Лесная школа) — ст. Болшево — ст. Подлипки)
- 19 (1-й городок мкр. Юбилейный — ст. Подлипки)[15]
- 44 (ул. Силикатная — ст. Болшево — Лесные Поляны — ст. Пушкино)
- 58 (ст. Подлипки — ст. Болшево — пл. Загорянская — ст. Щёлково)

## Платформы
На станции несколько пассажирских платформ: три на Монинском направлении (на главном ходу хордовой линии) и одна на Фрязинском (на ответвлении), не соединённая с остальными непосредственно. Платформа Фрязинского направления отдалена от остальных платформ примерно на 600 м, переход по улице города.

### Платформы Монинского направления
Железная дорога по направлению на Монино построена в 1894 году. Платформы на Монинском направлении соединены подземным переходом и мостом через пути. Платформа № 1 на Москву — боковая, расположена со стороны микрорайона Болшево. Платформа № 2 от Москвы (на Монино) — островная, расположена параллельно пл. № 1. Платформа № 3 для электропоездов «Спутник» — островная, начинается перед пл. № 1 под путепроводом, пути по обе стороны платформы тупиковые. Все три платформы на Монинском направлении оборудованы турникетами.
На станции работают кассы предварительной продажи билетов на все направления РЖД. Кассы работают без выходных.
Конечная остановка 21 пары скоростных электропоездов экспресс «Спутник» по рабочим и для 11 пар по выходным дням, а также для 5 пар в день обычных электропоездов Москва-Ярославская — Болшево.
На станции предусмотрена площадка для разгрузки грузов с грузовых вагонов.

### Платформа Фрязинского направления
Островная платформа на Фрязинском направлении построена в 1951 году. Платформа расположена севернее остальных и переход с платформ Монинского направления осуществляется по пешеходной дороге на ул. Станционной. Переход через железнодорожные пути на этой платформе осуществляется по оборудованному светофорами наземному пешеходному переходу. Установка турникетов на этой платформе не производилась.
Однопутное ответвление на Фрязино начинается между станцией Подлипки-Дачные и станцией Болшево. Платформа Болшево является двухпутным разъездом на этом направлении в границах станции.

### Реконструкция
С марта по сентябрь 2008 года на станции происходила реконструкция пассажирских платформ. Предварительно был разрушен уникальный деревянный павильон, имевший более чем вековую историю. Свободный вход на платформы был перекрыт, так как со всех сторон на них были установлены заграждения. В результате реконструкции станции время, необходимое, чтобы попасть на платформы, увеличилось в среднем на 5-10 минут. Также в ходе реконструкции было сделано следующее:
1. Платформы капитально отремонтированы, на обеих платформах установлены навесы. Платформа № 2 от Москвы расширена в два раза за счёт 3 пути, но при этом платформа осталась островной.
2. Капитально отремонтирован подземный переход. В ходе ремонта так и не были установлены пандусы на ступенях ведущих к платформе № 2, хотя на ступенях первой платформы они присутствуют, так как были установлены ещё до реконструкции.
3. Ликвидирован наземный переход через пути со стороны станции Валентиновка, по которому можно было перейти с одной стороны железной дороги на другую. Этим переходом традиционно пользовались жители проспекта Космонавтов и прилегающих к нему улиц. По этому надземному пути также можно было попасть на первую и вторую платформы.
4. Построены турникетно-кассовые павильоны. Один большой павильон на 1-й платформе, один павильон на 3-й платформе. На 2-й платформе построена касса на выход и три турникетных павильона, из них два для перехода с моста на платформу и один для перехода из подземного перехода на платформу.
5. Построена дополнительная островная платформа № 3 для поездов-экспрессов «Спутник», на ней установлен навес.
6. Построен надземный пешеходный мост для перехода со второй платформы на первую, а также для транзитного перехода через всю станцию с обеих частей города.
7. Станция Болшево оформлена в непривычной для Ярославского направления цветовой гамме. В то время как все станции, на которых установлены турникеты, оформлены серо-синим цветом, Болшево оформлена в бирюзово-бело-голубом цвете. На станции появились новые таблички с расписанием, указанием названия станции, выхода к платформам, а также система оповещения о прибывающих поездах.

## Фото

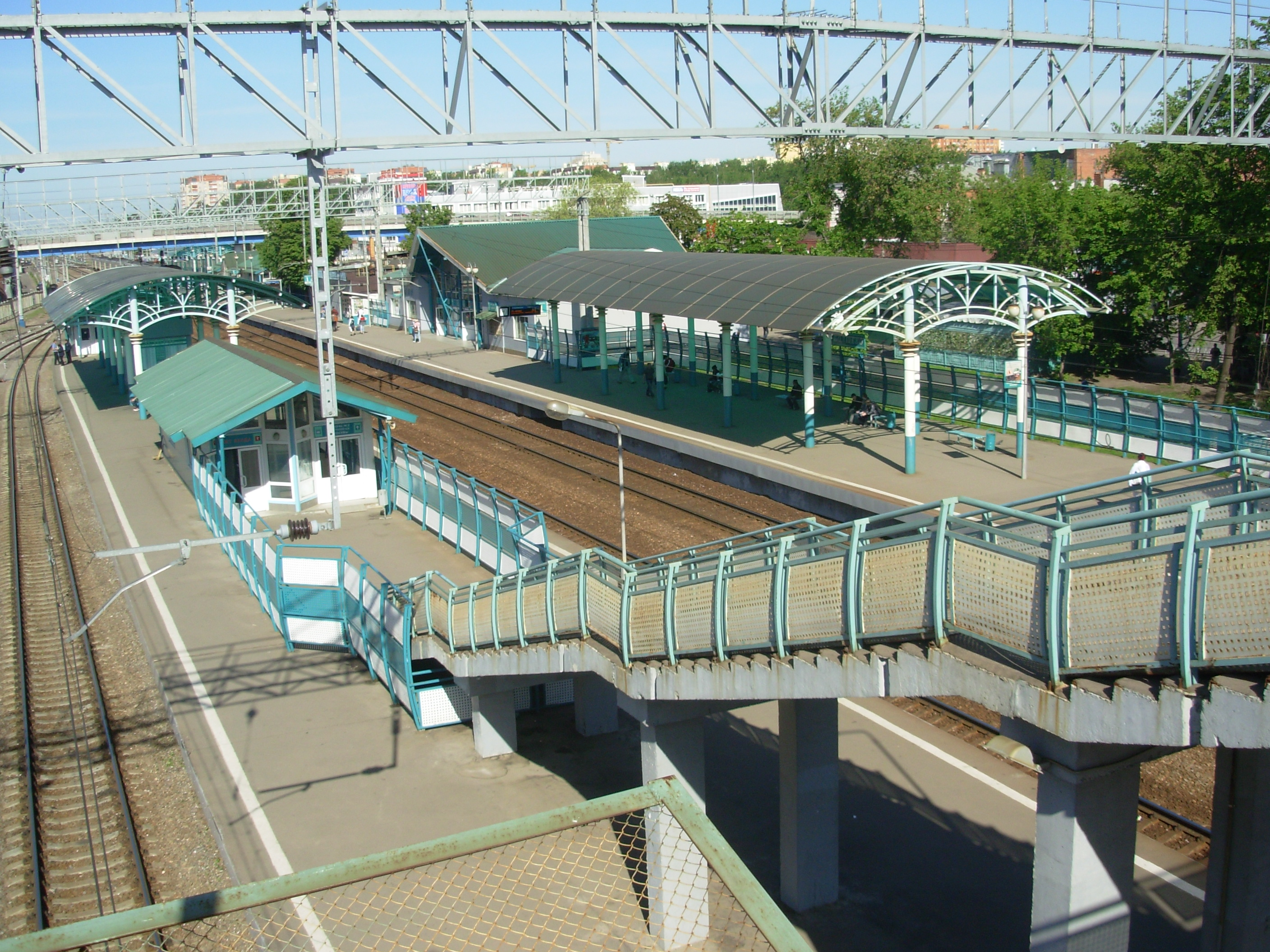
Платформы станции. 2011 год
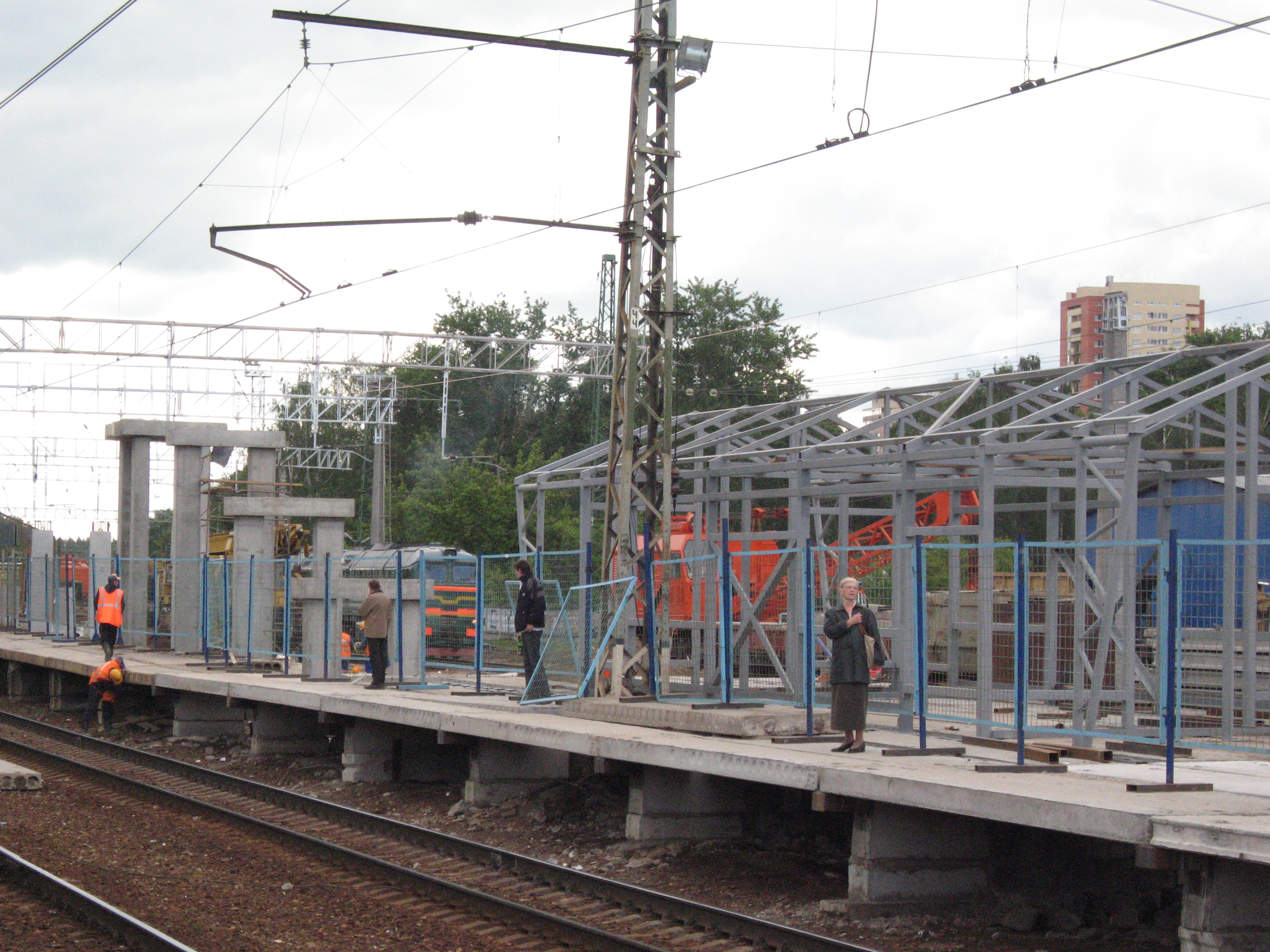
Станция Болшево во время реконструкции. 8 июня 2008
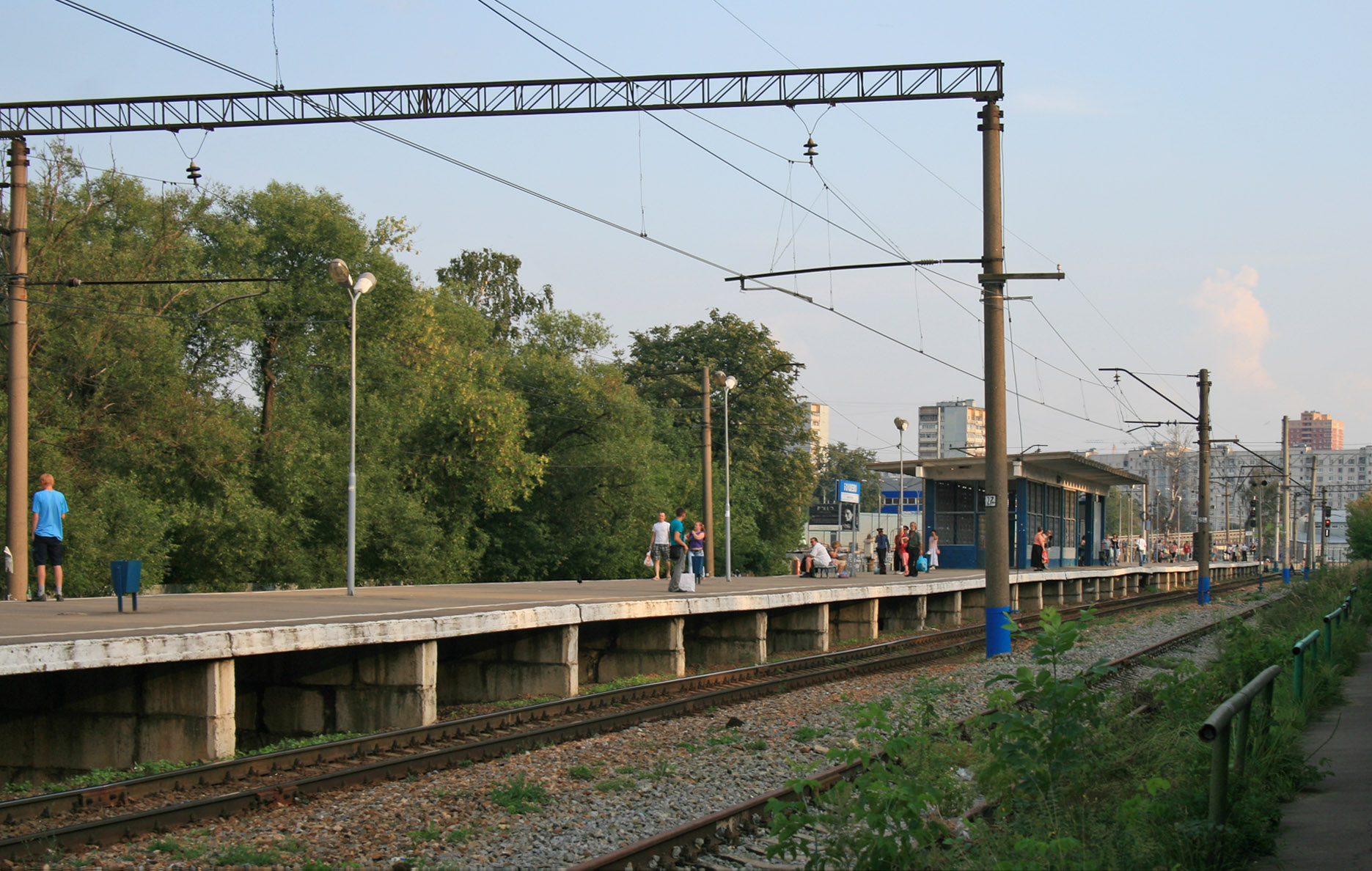
Платформа Фрязинского направления
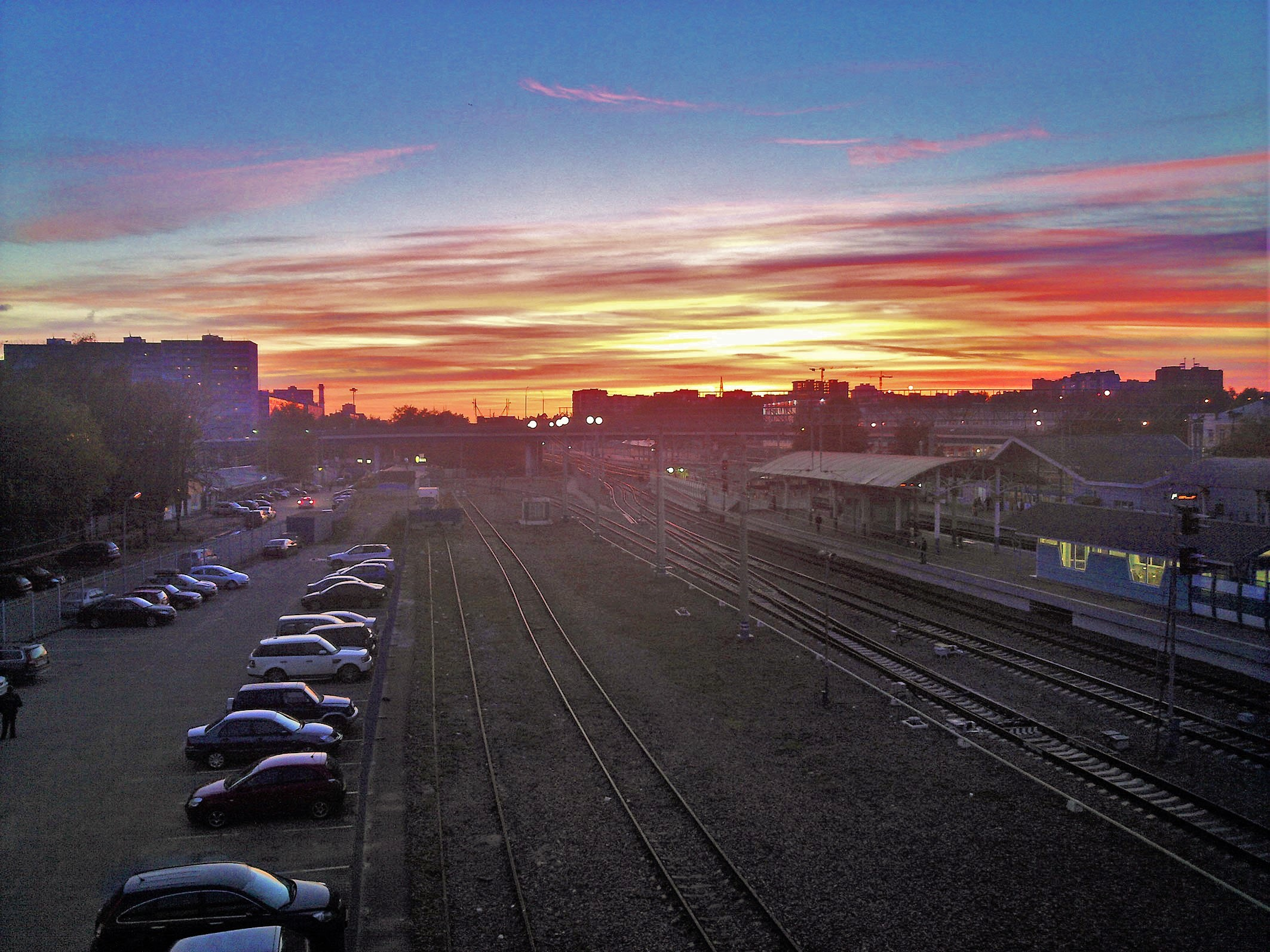
Станция Болшево в вечернее время